# Микеладзе, Вячеслав Артемьевич
Князь Вячеслав Артемьевич Микеладзе (1875—1951) — русский и советский военачальник, генерал-майор Русской императорской армии (1916), комдив (1936).

## Биография

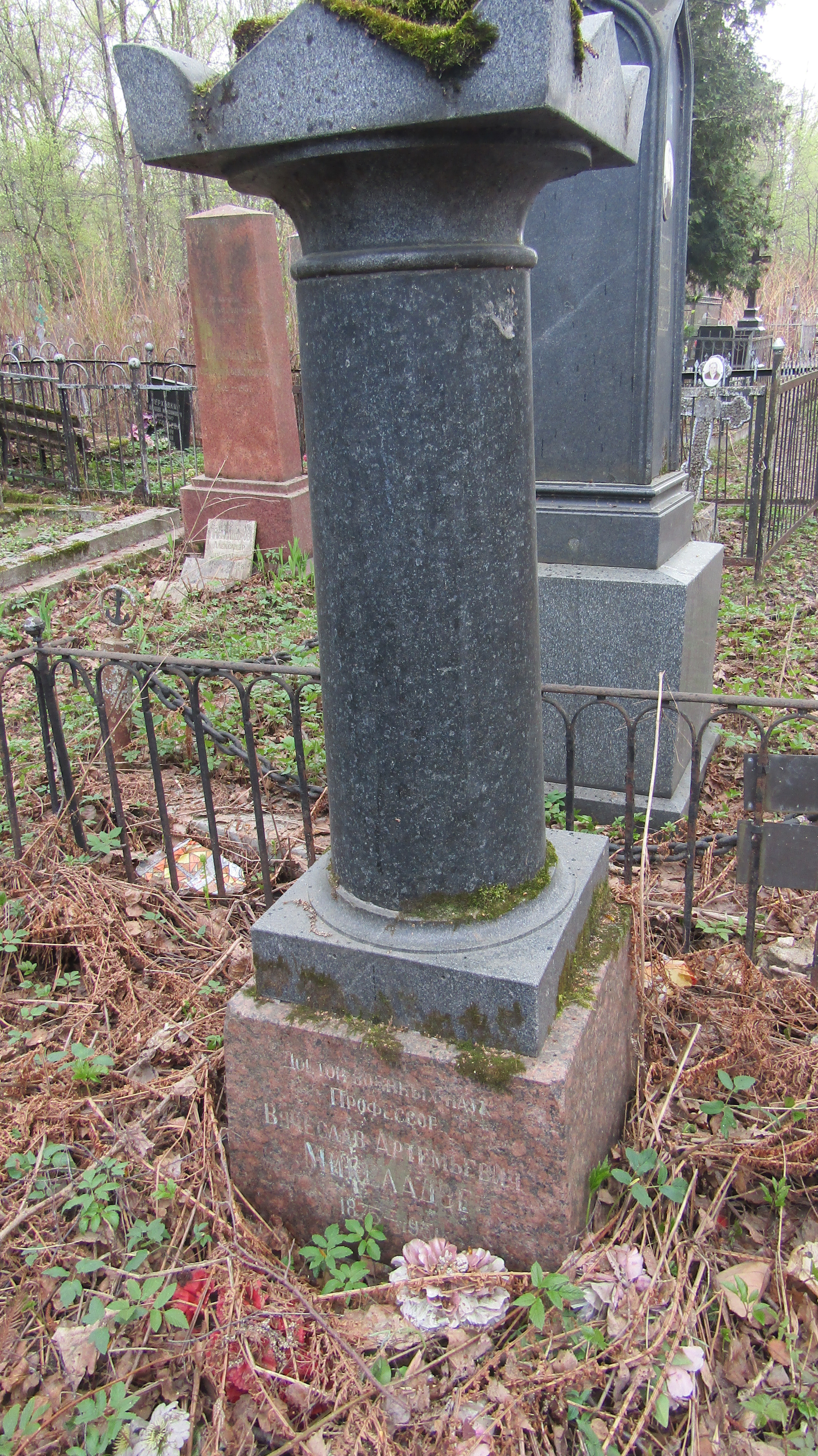
Могила Микеладзе В.А. Серафимовское кладбище, Санкт-Петербург.

Родился 8 марта 1875 года (по старому стилю) в православной дворянской семье города Тифлиса.
Образование получил в Тифлисском кадетском корпусе, окончив который в 1892 году, поступил на военную службу. Затем окончил Михайловское артиллерийское училище, откуда был выпущен в полевую пешую артиллерию с прикомандированием к лейб-гвардии 3-й артиллерийской бригаде. Подпоручик (1895), поручик (1899).  Штабс-капитан с 23 мая 1901 года. Служил при Главном артиллерийском управлении с 22 сентября 1901 года. 7 июля 1902 года был переведен в 1-ю артиллерийскую бригаду с назначением младшим офицером Михайловского артиллерийского училища. Гвардии капитан с 23 мая 1905 года.
1 сентября 1908 года Микеладзе был переведен в Пажеский корпус преподавателем. На январь 1909 года находился в чине подполковника. Командир 1-й батареи Михайловского артиллерийского училища с 09.09.1909 по 23.05.1912. Полковник с 6 декабря 1910 года. Некоторое время был сотрудником «Военной энциклопедии». За выдающийся исследовательский труд по стрельбе артиллерии в 1908 году награжден почетной научной Михайловской премией.
Участник Первой мировой войны. Руководил крупной боевой операцией (и разработал ее) в знаменитом Брусиловском прорыве австро-венгерского фронта. За успешные боевые действия получил чин генерал-майора (с июля 1916 года) и был награжден Георгиевским оружием. Был командиром артиллерийского дивизиона и командующим 2-й стрелковой артиллерийской бригадой (с 8 февраля 1916 года). С 30 апреля 1917 года занимал пост инспектора артиллерии 40-го армейского корпуса.
После Октябрьской революции вместе со всей дивизией перешел на сторону советской власти, с января 1918 года находился в рядах высшего командного состава Красной Армии. Работал в Артиллерийском управлении, Артиллерийском комитете, преподавал в ряде военно-учебных заведений. С 1921 года - преподаватель Артиллерийской академии РККА. Одновременно с 1925 года вел научную работу в Комиссии Особых Артиллерийских опытов. В 1932 году по ходатайству тов. Орджоникидзе назначен заместителем директора и начальником кафедры Ленинградского Военно-Механического института, где и проработал до самой смерти.
В период Великой Отечественной войны работал в штабе Ленинградской Армии Народного Ополчения.
В. А. Микеладзе — автор более ста научных трудов по военным вопросам (учебники, научные исследования). В 1934 году ему было присвоено звание профессора и ученая степень доктора военных наук. За свою многостороннюю педагогическую деятельность, способствовавшую созданию ведущих кадров советской артиллерии, воспитанию военачальников Советской армии и выдающихся научных работников, В. А. Микеладзе был удостоен правительственных наград. В 1951 году он был представлен к званию Заслуженного деятеля наук и техники РСФСР.
Умер в 1951 году в Ленинграде. Похоронен на Серафимовском кладбище. Личный фонд Микеладзе В. А. находится в Архиве Военно-исторического музея артиллерии, инженерных войск и войск связи.
В. А. Микеладзе был женат на Наталии Павловне Алексеевой (1880-1964), дочери генерала П. А. Алексеева и двоюродной племяннице писателя Н. С. Лескова, имел двух сыновей, Павла (1903-после 1963) и Вячеслава (1909-1980). Семья Микеладзе находилась в тесных дружеских отношениях с семьями Пиотровских, Розингов и др. выдающимися людьми.
Фактически все командные кадры артиллеристов Красной Армии, обучавшиеся в период 1924-1932 годов в Артиллерийской Академии РККА, а также артиллерийские начальники, обучавшиеся на Артиллерийских курсах усовершенствования комсостава (АКУКС) и в ряде других военно-учебных заведений, являлись учениками В. А. Микеладзе. Большинство руководителей артиллерийской промышленности в период 1940-1950 годов также были его учениками по Ленинградскому политехническому институту, Институту спецпромышленности, Ленинградскому Военно-механическому институту, Технологическому институту и др.
Среди учеников можно упомянуть:   
- Устинов Д. Ф. - Нарком Вооружения СССР, Министр Оборонной промышленности, Секретарь ЦК КПСС.
- Рябиков В. М. - зам. министра Оборонной промышленности, председатель Госплана СССР.
- Иванов И. И. - выдающийся советский артиллерист, конструктор-ученый, генерал-лейтенант, Герой Социалистического Труда, доктор военных наук, профессор.
- Грабин В. Г. - выдающийся советский конструктор-артиллерист, Герой Социалистического Труда, генерал-полковник артиллерии, доктор технических наук, профессор.
- Крупчатников М. Я. - выдающийся советский конструктор-артиллерист, Герой Социалистического Труда, генерал-майор, доктор технических наук, профессор.
- Благонравов А. А. - известный ученый, академик, генерал-лейтенант, Герой Социалистического Труда, заслуженный деятель науки и техники.
- Петров Ф. Ф. - известный конструктор, Герой Социалистического Труда, генерал-лейтенант, доктор технических наук, профессор.

Более ста учеников В. А. Микеладзе награждены Ленинскими и Государственными премиями СССР за конструкторскую деятельность, за руководство предприятиями промышленности, за научные работы.

## Награды
- Награждён орденами Св. Станислава 2-й степени (1908); Св. Анны 2-й степени (1911); Св. Владимира 4-й степени (1914); Св. Владимира 3-й степени (1915); мечи к ордену Св. Владимира 3-й степени (1915), а также Георгиевским оружием (31.12.1916, за отличия в командовании 6-м стрелковым артиллерийским дивизионом).
- орден Трудового Красного Знамени (12.07.1945)